# بيادي
بلدية بيادي (بالإسبانية: Beade) هي بلدية تقع في مقاطعة أورينسي التابعة لمنطقة غاليسيا شمال غرب إسبانيا.

## الديموغرافيا
بلغ عدد سكان بلدية بيادي 515 نسمة عام 2011 (وفقاً للمعهد الوطني للإحصاء الإسباني).
| 608 | 585 | 607 | 559 | 557 | 521 | 515 |